# Perdicula
Perdicula – rodzaj ptaków z podrodziny bażantów (Phasianinae) w rodzinie kurowatych (Phasianidae).

## Zasięg występowania
Rodzaj obejmuje gatunki występujące w Indiach, Bangladeszu i Sri Lance.

## Morfologia
Długość ciała 15–20 cm; masa ciała 50–85 g.

## Systematyka

### Etymologia
- Perdicula (Perdicola, Persicula): nowołac. perdicula „kuropatewka, mała kuropatwa”, od zdrobnienie łac. perdix, perdicis „kuropatwa”[10].
- Cryptoplectron: gr. κρυπτος kruptos „ukryty”; πληκτρον plēktron „ostroga koguta”[11]. Gatunek typowy: Coturnix erythrorhyncha Sykes, 1832.
- Microplectron: gr. μικρος mikros „mały”; πληκτρον plēktron „ostroga koguta”[12]. Gatunek typowy: Perdix asiatica Latham, 1790.
- Pseudortygion : gr. ψευδος pseudos „fałszywy”; ορτυγιον ortugion „przepióreczka”, od zdrobnienia ορτυξ ortux, ορτυγος ortugos „przepiórka”[13]. Gatunek typowy: Coturnix argoondah Sykes, 1832.
- Rubicola: łac. rubus, rubi krzak cierniowy; -cola „mieszkaniec”, od colere „mieszkać”[14]. Gatunek typowy: Coturnix pentah Sykes, 1832 (= Perdix asiatica Latham, 1790).
- Microperdix: gr. μικρος mikros „mały”; περιξ perdix, περδικος perdikos „kuropatwa”[15]. Gatunek typowy: Coturnix erythrorhyncha Sykes, 1832.

### Podział systematyczny
Do rodzaju należą następujące gatunki:
- Perdicula asiatica (Latham, 1790) – przepióreczka dżunglowa
- Perdicula argoondah (Sykes, 1832) – przepióreczka skalna
- Perdicula erythrorhyncha (Sykes, 1832) – przepióreczka czerwonodzioba
- Perdicula manipurensis Hume, 1881 – przepióreczka ciemna